# Raiko Petrow
Raiko Petrow (bulgarisch Райко Петров; * 26. Juli 1930 in Sliwowiza; † 2011) war ein bulgarischer Ringertrainer und Sportwissenschaftler.

## Leben
Petrow besuchte die Hochschule für Körperkultur und Sport Georgi Dimitrow. Ab 1974 war er als Professor tätig. Außerdem war er stellvertretender Vorsitzender des Bulgarischen Verbandes für Körperkultur und Sport und von 1969 bis 1990 Präsident der Bulgarischen Ringervereinigung. Er war auch in internationalen Organisationen tätig und gehörte als Mitglied dem Büro des Weltrates für Sport und Körperziehung sowie dem Büro der Internationalen Amateur-Ringer-Föderation an.
Petrow begründete eine bulgarische Schule des Ringens aus der bulgarische Olympiasieger sowie Welt- und Europameister hervorgingen. Zu seinen Schülern gehörten Ljutwi Dschiber Achmedow, Prodan Gardschew, Nikola Stantschew und Enju Waltschew Dimow. Er wurde als Held der Sozialistischen Arbeit und mit dem Dimitroffpreis ausgezeichnet. Als Funktionär wurde er 2004 in die FILA International Wrestling Hall of Fame aufgenommen.

## Werke (Auswahl)
- Strategie und Taktik im Ringen, 1982
- Olympic wrestling throughout the millennia, Lausanne, 1993
- Terminologie des Ringens, etwa 1994